# 倉沢ひかり
倉沢 ひかり（くらさわ ひかり、1974年9月20日 - ）は、日本の元AV女優。
身長:163cm。スリーサイズ:B83・W58・H84。

## 略歴・人物
1993年7月に「結城あかり（ゆうき あかり）」としてAVデビューしたが、出演作は1本のみ。
同年9月に「倉沢ひかり」の名前で再デビュー。

## 出演作品

### アダルトビデオ
- 可愛い女 〜おしゃぶり上手なニューフェイス〜 （1993年7月16日、アリスJAPAN） ※「結城あかり」名義
- 快楽ネバネバランド （1993年9月30日、ティファニー）
- 魔性のくちづけ （1993年10月17日、ティファニー）
- エロティック・マドンナ〜あなた （1993年11月1日、ティファニー）
- しびれ腰の女 （1994年2月3日、サムビデオ）
- 乱れましょう私から 果てましょうあなたから （1994年1月21日、アリスJAPAN）
- スペルマどろりん （1994年3月25日、アリスJAPAN）
- ひかりのSEXライフ 開いた口が塞がらない （1994年6月3日、アリスJAPAN）
- ウングウングガール （1994年11月19日、アリスJAPAN）

　他

### その他
- 吉本艶芸会 AVギャルは舐めてもイカン、あなたとヤリたいおめこぼしの巻 （1994年1月28日、ジャパンホームビデオ）…他出演:西川のりお、ジミー大西、坂田利夫、島木譲二、しのざき美知、チャーリー浜、沢口梨々子、豊丸、憂木瞳 ほか
- 吉本艶芸会 2 コテコテ吉本ハメハメ、おっ立ち台じゃあ～りませんかの巻 （1994年2月25日、ジャパンホームビデオ）…他出演:西川のりお、ジミー大西、坂田利夫、島木譲二、しのざき美知、チャーリー浜、沢口梨々子、豊丸、憂木瞳 ほか